# Vu-ce (könyv)
A Vu-ce (Wuzi) (címváltozatai: Vu-ce ping-fa (Wuzi bingfa) 《吳子兵法》 – „Vu-ce (Wuzi) hadviselés szabályai”; Vu Csi ping-fa (Wu Qi bing-fa) 《吳起兵法》 – „Vu Csi (Wu Qi) hadviselés szabályai”) az ókori kínai hadtudományos irodalom egyik legjelentősebb hadtudományi, hadművészeti alkotása. Gyakorta a Szun-ce pingfával (《孫子兵法》) együtt, azonos jelentőségű műként emlegetik a kínai források. Jelentőségét jól mutatja, hogy a Szung (Song)-dinasztia beli Sen Cung (Shen Cong) (宋神宗) uralkodása alatt (1078-1085), az addig született legjelentősebb hadművészeti művek közül összeválogatott, a hadtudomány kánonává emelt gyűjteménybe is bekerült.

## Szerzősége, keletkezése
A hagyomány a Vu-ce (Wuzi)t a Hadakozó fejedelemségek kiváló hadvezérének és politikusának, Vu Csi (Wu Qi) műveként tartja számon, címét is a szerzőnek vélt személy tiszteleti neve után kapta. Noha ezek alapján már az i. e. 4. század elején léteznie kellett a műnek, az első utalást – arra, hogy Vu Csi (Wu Qi)nek létezett volna egy saját maga által írt hadművészeti könyve – csak az i. e. 3. század végén íródott Han Fej-ce (Han Feizi)ben (《韓非子》) található: „Az országban mindenki a hadviselésről beszél, s noha minden családban van olyan, aki megőrízte Szun Vu (Sun Wu) és Vu Csi (Wu Qi) könyveit...” Erre a részletre szokás hivatkozni, mikor bárki azt kívánja bizonyítani, hogy a Vu-ce (Wuzi) valóban Vu Csi (Wu Qi) hadvezér műve. Jól lehet, ez csupán arra lehet bizonyság, hogy Vu Csi (Wu Qi)nak volt egy hadviseléssel kapcsolatos műve, de az, hogy az emlegetett mű megegyezik-e a fennmaradt Vu-ce (Wuzi)val már korántsem biztos. Az i. sz. 100 körül elkészült A történetíró feljegyzéseiben, Vu Csi (Wu Qi) életrajzának végén is olvasható egy hasonló utalás Vu Csi (Wu Qi) művének létezésére.
Az első, legkorábbi forrást a Vu-ce (Wuzi) terjedelmére Han su (Han shu) bibliográfiai fejezetében, a Ji-ven-cse (Yiwenzhi) tartalmazza, ahol az olvasható, hogy a Vu Csi (Wu Qi) című könyv 48 fejezetből (pien (bian) 編) áll. A Szuj su (Sui shu) (《隋書》) és a Tang su (Tang shu) (《唐書》) már Vu Csi ping-fa (Wu Qi bingfa) címen említi, és terjedelmét egykötetesként (csüan (quan) 卷) adják meg. A Szung si (Song shi) (《宋史》) Vu-ce (Wuzi) címen említi és három kötetből (csüan (quan)) állónak tartja. A mű ma ismert változata, amely a 11. században összeállított hadászati, katonai kánonban is fennmaradt, összesen három kötetes (csüan (quan)), amely hat fejezetet (pien (bian)) tartalmaz, felmerülhet a gyanú, hogy a különböző korokban más és más könyveket tarthattak a Vu-ce (Wuzi)nak, illetve, hogy újabb és újabb változatokban, szerkesztésben élhetett tovább. Maspero úgy vélekedik a Vu-ce (Wuzi)ról: „Létezik egy Vu-ce (Wuzi) című rövid kis hadászati mű, amelyet Vu Csi (Wu Qi)nak tulajdonítanak, de valószínűleg csak egy átdolgozott töredéke annak, amelyik Sze-ma Csien (Sima Qian) rendelkezésére állt, s amelyből az életrajz egyes elemeit merítette.”
Többen a Vu-ce (Wuzi) kompiláció jellégének bizonyságát látták abban a tényben is, hogy az 1972 áprilisában, Santung (Shandong)ban, a Linji (Linyi)-beli (臨沂) Jincsüesan (Yinqueshan)ban (銀雀山) feltárt Nyugati Han-dinasztia (i.e. 206 - i.sz. 23.) korából származó sírrendszer 1-es számú sírjából előkerült számos jelentős hadművészeti könyv között nem találták a Vu-ce (Wuzi) egyetlen példányát, változatát, még töredékes formában sem. Kuo Mo-zso (Guo Moruo) (郭沫若; 1892–1978) már korábban is úgy vélte, hogy az eredeti Vu-ce (Wuzi) sajnálatos módon elveszett, és a ma ismert változatát későbbi hamisítványnak tartja. Álláspontját olyan érvekkel támasztja alá, hogy például a szövegben szereplő síp (csia (jia) 茄), nyereg (an 鞍) és egyéb szerszámok, felszerelések Vu Csi (Wu Qi) korában még nem léteztek. Különösen szembeötlő ellentmondásnak véli a szövegben emlegetett háromezer könnyűlovasból álló alakulatot, hiszen nagyszámú könnyűlovasság alkalmazására majd csak az i. e. 4. század végén, az i. e. 3. század elején került sor, elsőként Csin (Qin) és Csao (Zhao) fejedelemségekben, ahol az északi nomád népek hadviselésének hatására, a gyalogos és harcikocsis alakulatok mellett felállították a könnyűlovasságot is. Ennek ellenére a szövegen kétségkívül átsüt a Hadakozó fejedelemségek korának, i. e. 4. századbeli politikai viszonyainak, a fejedelemségek hadviselési sajátságainak alapos ismerete. Ezenkívül nyilvánvaló annak a hadvezetés-elméleti iskolának minden sajátsága, amelyet a Szun-ce ping-fa (Sunzi bingfa), és az 1972-ben előkerült Szun Pin ping-fa (Sun Bin bingfa) (《孫臏兵法》) is képvisel.
A Vu-ce (Wuzi) keletkezésével kapcsolatban a manapság általánosan elfogadott vélemény az, hogy nem zárható ki annak a lehetősége, hogy maga Vu Csi (Wu Qi) munkájának töredékekből vagy emlékezetből rekonstruált, átdolgozott változata. A szöveg legkorábbi i. e. 4. századi változata a Han-dinasztia idején még létezhetett, és vagy ekkoriban vagy később dolgozhatták át, egészíthették ki a szöveget. A ma ismert Vu-ce (Wuzi) tehát mindenképpen egy, az eredeti szöveg figyelembevételével összeállított mű.

## Szerkezete, tartalma
- I. Terveket kovácsolni az ország üdvére (Tu kuo (Tu guo) 圖國)
- II. Az ellenség felmérése (Liao ti (Liao di) 料敵)
- III. A hadsereg irányítása (Cse ping (Zhi bing) 治兵)
- IV. Beszélgetés a hadvezérről (Lun csiang (Lun jiang) 論將)
- V. Válaszok az esélyek megváltoztatásáról (Jing pien (Ying bian) 應變)
- VI. A tisztek ösztönzése (Li si (Li shi) 勵士)

## Fordításai
A francia jezsuita szerzetes, Jean Joseph Marie Amiot már 1772-ben fordított szemelvényeket franciára az ókori kínai hadtudományos művekből, melyek között a Vu-ce (Wuzi) részletei is megtalálhatók.
A mű magyar nyelvű fordítását Tokaji Zsolt készítette el 1998-ban,, amely azóta több kiadásban is megjelent.

## Magyarul
- Vu-ce: A háború útja; ford., előszó, jegyz. Tokaji Zsolt; Terebess, Bp., 1999
- Szun-ce: A háború művészete; ford. Tokaji Zsolt, Szántai Zsolt / Wuzi: A hadviselés szabályai; ford. Tokaji Zsolt / Szema-fa, a tábornagy metódusa; ford. Tokaji Zsolt; Cartaphilus, Bp., 2006

## Külső hivatkozás
- A Vu-ce (Wuzi) teljes szövege kínaiul – Chinese Text Project
- Wu Zi Archiválva 2007. június 26-i dátummal a Wayback Machine-ben – kínaiul és angol fordításban